# Blinman William Henry Bull
Blinman William Henry Bull NZMC, CBE, ED, MB ChB, FRCS ED, novozelandski general in vojaški zdravnik, * 19. maj 1897, Napier, † 15. marec 1976, Wellington, Nova Zelandija.